# Kurt Spaniol
Kurt Spaniol (* 19. September 1954 in Eppelborn) ist ein ehemaliger deutscher Ringer.

## Werdegang
Kurt Spaniol begann als Jugendlicher beim KSV Eppelborn mit dem Ringen, wechselte aber schon bald zum Bundesligisten KSV Köllerbach. Er rang im griechisch-römischen Stil. Im Jahre 1972 gewann er bei der deutschen Jugendmeisterschaft den Titel in der Klasse bis 75 kg Körpergewicht und 1974 wurde er deutscher Juniorenmeister im Mittelgewicht. Den Titel eines deutschen Meisters bei den Senioren gewann Kurt Spaniol erstmals 1977. Insgesamt wurde er bis 1982 sechsmal in Folge deutscher Meister im Mittelgewicht.
Zwischen 1974 und 1982 vertrat Kurt Spaniol die bundesdeutschen Farben in unzähligen internationalen Meisterschaften und Turnieren. Er kämpfte dabei immer mit vollem Einsatz und mit immer fairen Mitteln. Der ganz große Erfolg blieb ihm dabei aber versagt. Seine besten Ergebnisse waren der 4. Platz bei der Junioren-Europameisterschaft 1974 in Haparanda, der hervorragende 5. Platz bei der Weltmeisterschaft in Mexiko-Stadt, wo er die Spitzenringer Leif Andersson aus Schweden und Ömer Suzan aus der Türkei besiegen konnte und der gute 5. Platz bei der Europameisterschaft 1982 in Warna.
Gegen die damals im Mittelgewicht im griech.-röm. Stil dominierenden Jan Dolgowicz aus Polen, Ion Draica aus Rumänien, Taimuraz Abchazawa, Anatoli Nasarenko u. Wladimir Tscheboksarow aus der UdSSR, Frank Andersson aus Schweden und Momir Petković aus Jugoslawien lieferte er zwar manch guten Kampf, konnte diese Ringer aber nicht besiegen.
Kurt Spaniol, der Polizeibeamter ist, erzielte große Erfolge bei den Europameisterschaften der Polizeibeamten, bei denen er einige Male den Titel gewann.
Nach seinem Rücktritt vom aktiven Ringersport stellte er sich dem saarländischen Ringerverband als Funktionär zur Verfügung.

## Internationale Meisterschaften
(WM = Weltmeisterschaft, EM = Europameisterschaft, GR = griech.-röm. Stil, Mi = Mittelgewicht, Hs = Halbschwergewicht, damals bis 82 kg bzw. 90 kg Körpergewicht)
- 1974, 4. Platz, Junioren-EM in Haparanda, GR, Mi, hinter Frank Andersson, Schweden, Alexander Dubrowski, UdSSR u. Arto Vainiö, Finnland u. vor Janusz Trela, Polen u. Christian Boetsch, Frankreich;

- 1975, 5. Platz, Turnier in Klippan, GR, Mi, hinter Wladimir Tscheboksarow, UdSSR, Frank Andersson, Kurt Elmgren u. Leif Andersson, alle Schweden u. vor Manchorow, Bulgarien;

- 1975, 1. Platz, Turnier in Salzburg, GR, Mi, vor Okorek, Polen;

- 1977, 4. Platz, Großer Preis der Bundesrepublik Deutschland in Aschaffenburg, GR, Mi, hinter Anatoli Nasarenko, UdSSR, Leif Andersson u. Jan Dolgowicz, Polen u. vor André Bouchoule, Frankreich;

- 1977, 2. Platz, Turnier in Kladovo, GR, Mi, hinter Christow, Bulgarien u. vor Nesic, Jugoslawien,

- 1977, 9. Platz, EM in Bursa, GR, Mi, nach Niederlagen gegen Ömer Suzan, Türkei u. Jimmy Martinetti, Schweiz;

- 1974, 4. Platz, Großer Preis der BRD in Aschaffenburg, GR, Mi, hinter Ion Draica, Rumänien, Malchas Leschawa, UdSSR u. Rangel Iliew, Bulgarien u. vor Toni Kunkel, BRD u. Benny Emmerechts, Belgien;

- 1978, 1. Platz, Turnier in Athen, GR, Mi, vor André Bouchoule u. M.H. Amar, Ägypten;

- 1978, 12. Platz, EM in Oslo, GR, Mi, nach Niederlagen gegen Christow u. Miroslav Janota, Tschechoslowakei;

- 1978, 5. Platz, WM in Mexiko-Stadt, GR, Mi, mit Siegen über Leif Andersson u. Ömer Suzan u. Niederlagen gegen Wladimir Tscheboksarow u. Ion Draica;

- 1979, 5. Platz, Turnier in Klippan, GR, Mi, hinter Taimuraz Abchazawa, UdSSR, Jan Dolgowicz, Leif Andersson u. P. Pawlow, Bulgarien u. vor Mylleri, Schweden;

- 1979, 4. Platz, Großer Preis de BRD in Aschaffenburg, GR, Mi, hinter Ion Draica, Taimuraz Abchazawa u. Jan Dolgowicz u. vor Kolo Baszakow, Bulgarien u. Leif Andersson;

- 1979, 10. Platz, EM in Bukarest, GR, Mi, mit einer Niederlage gegen Ömer Suzan; im Kampf Spaniol gegen Miroslav Janota wurden beide Ringer wegen Passivität disqualifiziert;

- 1979, 9. Platz, WM in San Diego, GR, Mi, mit einem Sieg über Leif Andersson u. Niederlagen gegen Ion Draica u. Momir Petković, Jugoslawien;

- 1980, 9. Platz, EM in Prievidza, GR, Mi, nach Niederlagen gegen Ion Draica u. Detlef Kuhn, DDR;

- 1981, 3. Platz, Turnier in Västerås, GR, Mi, hinter Jan Dolgowicz u. Taimuraz Abchazawa u. vor Leif Andersson, Sören Claesson u. Bryan Smith, alle Schweden;

- 1981, 2. Platz, „Wladyslaus-Pytalinski“-Turnier in Warschau, GR, Mi, hinter Suchoplujow, UdSSR u. vor Bozenkow, Bulgarien;

- 1981, 12. Platz, EM in Göteborg, GR, Mi, nach Niederlagen gegen Jan Dolgowicz u. Mihály Toma, Ungarn;

- 1981, 7. Platz, WM in Oslo, GR, Mi, mit Siegen über Kaj Jägersgaard, Dänemark u. Louis Santerre, Kanada u. Niederlagen gegen Jari Salomäki, Finnland u. Mihály Toma;

- 1982, 2. Platz, Großer Preis der BRD in Freiburg im Breisgau, GR, Mi, hinter Taimuraz Abchazawa u. vor Jan Dolgowics, Siegfried Seibold, BRD, Momir Petkovic u. Adrian Brädle, BRD;

- 1982, 5. Platz, EM in Warna, GR, Mi, hinter Janimow, UdSSR, Andrzej Malina, Polen, Ion Draica u. Momir Petkovic u. vor Jarmo Övermark, Finnland;

- 1984, 2. Platz, Polizei-EM in Göppingen, GR, Hs, hinter Jean-François Court, Frankreich u. vor Pal Berger, Norwegen;

- 1988, 1. Platz, Polizei-EM in Oslo, GR, Hs, vor Jorma Niemi, Finnland und Frank Karlsson, Schweden;

- 1992, 2. Platz, Polizei-EM in Malmö, F, S, hinter Benny Stridh, Schweden u. vor Douglas Thompson, Großbritannien

## Deutsche Meisterschaften
- 1976, 2. Platz, GR, Mi, hinter Helmut Gerlach, Aschaffenburg u. vor Eduard Finkenwirth, Kahl am Main,
- 1977, 1. Platz, GR, Mi, vor Toni Kunkel, Goldbach u. Uwe Sachs, Freiburg im Breisgau-Haslach,
- 1978, 1. Platz, GR, Mi, vor Toni Kunkel u. U. Richter, Bonn-Duisdorf,
- 1979, 1. Platz, GR, Mi, vor Toni Kunkel u. Hans-Joachim Klötzing, Witten,
- 1980, 1. Platz, GR, Mi, vor Hans-Joachim Klötzing u. Bernd Rothard, Wiesental,
- 1981, 1. Platz, GR, Mi, vor Franz-Josef Esser, Witten u. Toni Kunkel,
- 1982, 1. Platz, GR, Mi, vor Siegfried Seibold, Bad Reichenhall u. A. Brädle, Urloffen,
- 1983, 2. Platz, GR, Mi, hinter Siegfried Seibold u. vor Lothar Ruch, Aldenhoven